# Anodendron
- Commons
- Wikispecies

Anodendron A.DC.  é um género botânico pertencente à família Apocynaceae.

## Sinonímia
- Formosia Pichon

## Espécies
- Anodendron aambe Warb.
- Anodendron affine Druce
- Anodendron axillare Merr.
- Anodendron benthamianum Hemsl.
- Anodendron borneense (King & Gamble)
- Anodendron candolleanum Wight
- Lista completa